# Jan Klein (voetballer)
Johannes Aloysius (Jan) Klein (Amsterdam, 17 april 1926) was een Nederlands voetballer die speelde voor DWS, BVC Amsterdam, Elinkwijk en KFC. 

## Loopbaan

### Beginjaren
Hij groeide op bij DWS waar hij op 21-jarige leeftijd debuteerde in het eerste elftal. Dat was op 19 oktober 1947 in de thuiswedstrijd tegen EDO. Hij was vlak na de oorlog als zelfstandige een kruidenierszaak begonnen in de Spaarndammerbuurt in Amsterdam-West, vlak bij het voetbalterrein van DWS.
In de eerste jaren was hij niet altijd zeker van een basisplaats. Ook niet in het seizoen 1950/51 toen DWS kampioen werd in de Eerste klasse B. In de strijd om de landstitel greep hij zijn kans en hij scoorde viermaal in vijf duels. DWS werd tweede achter landskampioen PSV.

### Vaste plek
Vanaf het seizoen 1951/52 kreeg hij een vaste plek in het elftal. Hij was een technische en balvaardige verbindingsspeler die als rechts- of linksbinnen speelde. Hij scoorde op 7 oktober 1951 de enige en winnende treffer in de topper tegen Enschedese Boys. DWS eindigde dat seizoen als tweede. 

### Kampioen tegen Ajax

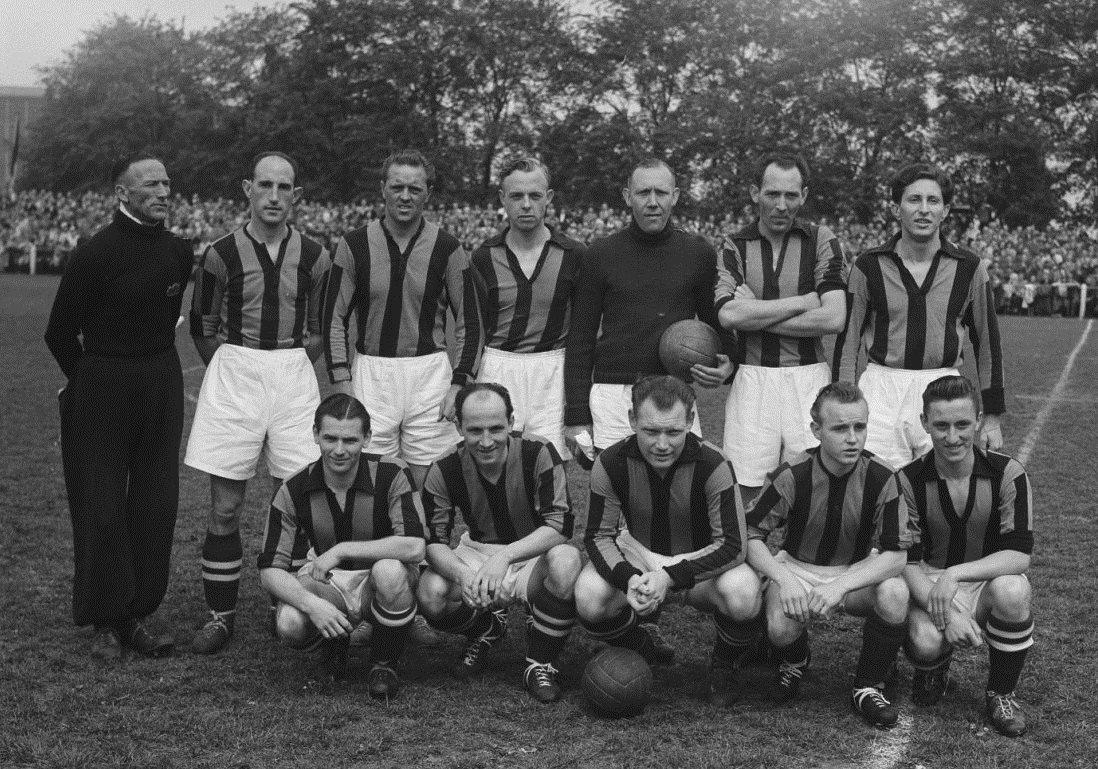
Klein, knielend 2e van links, met kampioenselftal DWS in mei 1954

De stadgenoten DWS en Ajax waren in het seizoen 1953/54 in een titelstrijd verwikkeld. De twee Amsterdamse clubs eindigden gelijk aan kop in de Eerste klasse A. De beslissingswedstrijd in het Olympisch stadion won DWS met 5-2 op 27 mei 1954.
In de nationale titelstrijd eindigde DWS als vierde. Voor Jan Klein waren dat zijn laatste wedstrijden in het shirt van DWS. Want hij vertrok na de zomer samen met Henk Meijer en Jos Vonhof naar BVC Amsterdam.  Deze nieuwe profclub ging spelen in de ‘wilde’ competitie van de NBVB.

### Profvoetbal
BVC Amsterdam eindigde als tweede in de NBVB-competitie en Klein scoorde zes keer in negen duels. Na de fusie tussen de voetbalbonden KNVB en NBVB startte op 28 november 1954 een nieuwe competitie. Het elftal van de Amsterdamse profclub bleef intact en kreeg versterking van Amsterdammer Cor Brom die overkwam van Twentse Profs. Klein vertrok na dat seizoen naar Elinkwijk. Samen met Roel van Dijk en Eef Westers zorgde hij voor de Amsterdamse inbreng bij de Utrechtse club. Klein beleefde een succesvol seizoen want Elinkwijk werd kampioen van de Hoofdklasse B. Hij speelde daardoor voor de derde keer in vijf jaar (met DWS in 1951 en 1954) om de landstitel. Elinkwijk werd derde en het landskampioenschap ging naar Rapid JC.  

### Eredivisie
Elinkwijk plaatste zich voor de nieuwe Eredivisie die in 1956 van start ging. Klein maakte met de club een lastig seizoen door. Met de zestiende plaats kon Elinkwijk zich nog net handhaven. Na twee Utrechtse jaren keerde hij terug naar Amsterdam. Hij ging weer voetballen voor DWS dat uitkwam in de Eerste divisie A. Klein eindigde met DWS als elfde maar speelde een jaar later toch in de Eredivisie. Want de club ging in 1958 een fusie aan met BVC Amsterdam en ging DWS/A heten.
Klein werd aanvoerder en zag door de samenvoeging enkele voormalige teamgenoten terug zoals Jos Vonhof met wie hij een koppel vormde.

### Laatste jaar
Op 33-jarige leeftijd kwam hij in 1959 op de transferlijst te staan. Zijn laatste voetbaljaar bracht hij door bij KFC waar Toon Bruins Slot, oud-speler van DWS, de trainer was. De club uit Koog aan de Zaan kwam uit in de Eerste divisie A.
In juli 1960 werd hij op eigen verzoek op de transferlijst geplaatst. Een transfer bleef uit waardoor een einde kwam aan zijn profloopbaan. Een jaar later ging hij aan de slag als speler-trainer bij de Amsterdamse derdeklasser De Meteoor.

## Clubstatistieken
| Seizoen | Club          | Land      | Competitie            | Competitie | Competitie | Beker | Beker | Internationaal | Internationaal | Overig | Overig | Totaal | Totaal |
| Seizoen | Club          | Land      | Competitie            | Wed.       | Dlp.       | Wed.  | Dlp.  | Wed.           | Dlp.           | Wed.   | Dlp.   | Wed.   | Dlp.   |
| ------- | ------------- | --------- | --------------------- | ---------- | ---------- | ----- | ----- | -------------- | -------------- | ------ | ------ | ------ | ------ |
| 1947/48 | DWS           | Nederland | Eerste klasse West II | 17         | 1          | –     | 0     | 0              | 0              | 0      | 0      | 17     | 1      |
| 1948/49 | DWS           | Nederland | Eerste klasse West II | 19         | 5          | –     | 0     | 0              | 0              | 0      | 0      | 19     | 5      |
| 1949/50 | DWS           | Nederland | Eerste klasse West II | 5          | 1          | –     | 0     | 0              | 0              | 0      | 0      | 5      | 1      |
| 1950/51 | DWS           | Nederland | Eerste klasse B       | 8          | 0          | –     | 0     | 0              | 0              | 5      | 4      | 13     | 4      |
| 1951/52 | DWS           | Nederland | Eerste klasse A       | 26         | 7          | –     | 0     | 0              | 0              | 0      | 0      | 26     | 7      |
| 1952/53 | DWS           | Nederland | Eerste klasse B       | 23         | 5          | –     | 0     | 0              | 0              | 0      | 0      | 23     | 5      |
| 1953/54 | DWS           | Nederland | Eerste klasse A       | 13         | 2          | –     | 0     | 0              | 0              | 7      | 3      | 20     | 5      |
| 1954/55 | BVC Amsterdam | Nederland | NBVB (afgebroken)     | 9          | 6          | –     | –     | 0              | 0              | 0      | 0      | 9      | 6      |
| 1954/55 | BVC Amsterdam | Nederland | Eerste klasse A       | 16         | 3          | –     | –     | 0              | 0              | 0      | 0      | 16     | 3      |
| 1955/56 | Elinkwijk     | Nederland | Hoofdklasse B         | 33         | 4          | –     | –     | 0              | 0              | 6      | 3      | 39     | 7      |
| 1956/57 | Elinkwijk     | Nederland | Eredivisie            | 34         | 8          | 3     | 2     | 0              | 0              | 0      | 0      | 37     | 10     |
| 1957/58 | DWS           | Nederland | Eerste divisie A      | 27         | 1          | 2     | 0     | 0              | 0              | 0      | 0      | 29     | 1      |
| 1958/59 | DWS/A         | Nederland | Eredivisie            | 29         | 5          | –     | 0     | 0              | 0              | 0      | 0      | 29     | 5      |
| 1959/60 | KFC           | Nederland | Eerste divisie A      | 24         | 0          | –     | –     | 0              | 0              | 0      | 0      | 24     | 0      |
| Totaal  | Totaal        | Totaal    | Totaal                | 283        | 48         | 5     | 2     | 0              | 0              | 18     | 10     | 306    | 60     |